# Natalia Astrain Massa
Natalia Astrain Massa (Pamplona, Navarra, 5 de gener de 1976) és una exfutbolista i entrenadora de futbol navarresa. Va ser la primera entrenadora de l'estat espanyol a obtenir la UEFA Pro Licence. És llicenciada en Història de l'art i té dos màsters en Psicologia i coaching esportiu. Com a futbolista, va jugar de defensa a la SD Lagunak de la Segona Divisió femenina d'Espanya del 1992 al 1998. Com a entrenadora, va començar entrenant equips formatius. Més tard, va entrenar la selecció femenina de Navarra durant cinc temporades. També va entrenar la selecció espanyola femenina sub21. Del 2002 al 2006 va fitxar pel FC Barcelona femení, equip amb el qual va aconseguir un ascens a la Superlliga (la primera divisió espanyola en aquella època). La temporada 2013-14 va entrenar el FC Levante Las Planas de primera divisió. La temporada 2016-17 va fitxar com a segona entrenadora per l'Atlètic de Madrid, equip amb el qual va guanyar la lliga. El 2017 va fer el salt a la NWSL (National Women's Soccer League), la màxima divisió de futbol femení als Estats Units d'Amèrica, fitxant com a encarregada de la secció femenina del Rise Soccer Club de Houston, càrrec que va ocupar dues temporades. El 2020 va fitxar com a entrenadora del FC Bay Area, i el 2021 va fitxar com a segona entrenadora del FC Kansas City.